# 앙겔로스 바시나스
앙겔로스 바시나스(그리스어: Άγγελος Μπασινάς, 1976년 1월 3일, 할키스 ~)는 은퇴한 그리스의 국가대표 축구 선수로, 수비형 미드필더로 활약했었다. 그는 수비형 미드필더와 센터백으로 활약했었다. 그는 UEFA 유로 2004를 우승한 그리스 국가대표팀의 주역이었다.

## 클럽 경력

### 파나티나이코스
평균 신장을 가진 바시나스는 그리스의 파나티나이코스에서 프로 데뷔를 했고, 파나티나이코스 시절, 그는 2004년에 리그와 그리스 컵 더블을 달성했었다. 바시나스와의 계약이 만료되자, 감독과 파나티나이코스 보드진은 주급 정리를 목적으로 바시나스를 2005년 9월 21일에 방출했고, 이로 인해 클럽에서의 10년 생활을 정리하였고, 그 동안 그는 200번이 넘는 클럽 경기에 출전해 국내경기와 유럽대항전에서 여러 차례 중요한 득점을 올렸다.

### 마요르카
2006년 겨울 이적 시장에서 버밍엄 시티, 에버턴, AEK, 그리고 올림피아코스로 이적할 것으로 전망되었으나, 바시나스는 그리스를 떠나 스페인 라 리가에 합류할 의사를 가지고 마요르카와 계약했다. 2005-06 시즌 후반기에 바시나스는 마요르카가 강등권 경쟁에서 중요한 역할을 맡았고, 2부 리그 강등을 막는 것을 도와 첫 시즌을 잘 보냈다. 클럽에서의 2년차에 그는 팀이 유럽대항전 진출에서 1점이 모자란 7위로 마치도록 도왔다. 2008년 7월 1일, 2년 반짜리 계약이 만료되면서, 그는 마요르카에서 방출되었다.

### AEK
2008년 7월 31일, 그는 AEK와 연간 €1.4M짜리 3년 계약을 체결했고, 등번호를 14번으로 정했다. 프리 시즌에서 보인 가능성에도 불구하고, AEK는 시즌 전반기를 실망적으로 보내 우승 경쟁에서 일찍 떨어져 나갔고, 이는 바시나스에게 겨울 이적시장 이적을 부축였다.

### 포츠머스
2009년 2월 2일, 포츠머스는 바시나스와 18개월 계약으로 영입했음을 확인시켰다. 그는 2009년 2월 7일, 리버풀과의 경기에서 포츠머스 데뷔전을 치렀다. 불과 데뷔 몇시간만에, 바시나스를 데려온 토니 애덤스 감독이 경질되고 폴 하트가 후임이 되었다. 신임 감독 지도하에, 바시나스는 출전 기회를 잡지 못하고 시즌 잔여 기간 동안 벤치를 지키며 포츠머스 소속으로 3경기 출장에 그쳤다. 포츠머스 1년차에 출전 기회를 많이 잡지 못했으나, 바시나스는 클럽 잔류 의사를 밝혔다. 아브람 그란트가 신임 감독이 된 후, 바시나스는 포츠머스에게 인상을 심었고, 2010년 1월 23일 팬 설문에서, 그는 팬들의 감사를 받고 있다고 보여졌다. 77%의 팬들은 "바시나스가 창조적인 볼터치 능력을 가지고 있고 출전해야 한다,"라고 믿었고, 반면 2%만이 클럽을 떠나야 한다 주장했다. 포츠머스에서 앙겔로스 바시나스는 카를로 안첼로티의 첼시와 2010 FA컵 결승전에서 붙었다.

### 아를-아비뇽
2010년 여름, 앙겔로스 바시나스는 국가대표팀 동료 앙겔로스 하리스테아스와 함께 리그 1의 아를-아비뇽으로 이적했다. 2010년 8월 21일, 그는 1-2로 패한 툴루즈 원정에서 데뷔했다. 바시나스는 리그 1과 쿠프 드 프랑스에서 5경기 출전했다. 계약은 2개월 만에 파기되었다.

## 국가대표팀 경력
바시나스는 1999년 8월 18일, 3-1로 이긴 엘살바도르전에서 첫 국제경기에 출전했고, 이틀 후에 엘살바도르와의 그 다음 경기에서 첫 골을 득점했다. 그는 국가대표팀 데뷔전 이후 국가대표팀의 주축이 되었고, 2001년에 오토 레하겔 감독이 취임한 이래 국가대표팀 주전 선수가 되었다.
그는 그리스의 UEFA 유로 2004의 깜짝 우승 주역으로, 홈팀 포르투갈과의 개막전에서 페널티킥을 득점해 2-1 승리를 도왔다. 바시나스는 운동량이 많은 미드필더로, 대회 기간 동안 그리스 국가대표팀의 주축으로 활약했다. 포르투갈과의 결승전에서, 바시나스는 앙겔로스 하리스테아스가 헤딩으로 연결시킨 결승골을 코너킥으로 띄웠고, 그리스가 우승 트로피를 차지했다.
테오도로스 자고라키스의 은퇴 후, 바시나스가 국가대표팀 주장 완장을 가져갔다. 2009년 4월 1일, 이스라엘과의 2010년 FIFA 월드컵 예선전에서, 바시나스는 그리스 국가대표팀 100번째 경기에 출전했다. 그 당시, 그는 테오도로스 자고라키스와 더불어 국가대표팀 경기 100회 이상 출전을 달성한 유이한 선수였다.

### 국가대표팀 경력 통계
| 그리스 국가대표팀 | 그리스 국가대표팀 | 그리스 국가대표팀 |
| 연도              | 출장              | 골                |
| ----------------- | ----------------- | ----------------- |
| 1999              | 6                 | 1                 |
| 2000              | 9                 | 0                 |
| 2001              | 7                 | 1                 |
| 2002              | 9                 | 0                 |
| 2003              | 7                 | 0                 |
| 2004              | 15                | 1                 |
| 2005              | 13                | 1                 |
| 2006              | 8                 | 0                 |
| 2007              | 10                | 3                 |
| 2008              | 13                | 0                 |
| 2009              | 3                 | 0                 |
| 합계              | 100               | 7                 |

### 국가대표팀 득점 기록
| #  | 날짜             | 경기장                                                 | 상대       | 점수 | 결과 | 대회                      |
| -- | ---------------- | ------------------------------------------------------ | ---------- | ---- | ---- | ------------------------- |
| 1. | 1999년 8월 20일  | 카발라 국립 경기장, 카발라, 그리스                     | 엘살바도르 | 1–0  | 3–0  | 친선경기                  |
| 2. | 2001년 2월 28일  | 테오도로스 바르디노얀니스 스타디움, 이라클리오, 그리스 | 러시아     | 3–3  | 3–3  | 친선경기                  |
| 3. | 2004년 6월 12일  | 이스타디우 두 드라강, 포르투, 포르투갈                 | 포르투갈   | 0–2  | 1–2  | UEFA 유로 2004            |
| 4. | 2005년 2월 9일   | 카라이스카키스 스타디움, 피레아스, 그리스              | 덴마크     | 2–0  | 2–1  | 2006년 FIFA 월드컵 예선전 |
| 5. | 2007년 3월 28일  | 타알리 국립경기장, 아타르트, 몰타                      | 몰타       | 0–1  | 0–1  | UEFA 유로 2008 예선전     |
| 6. | 2007년 11월 17일 | 스피로스 루이스, 아테네, 그리스                        | 몰타       | 2–0  | 5–0  | UEFA 유로 2008 예선전     |
| 7. | 2007년 11월 21일 | 푸슈카시 페렌츠 슈터디온, 부다페스트, 헝가리           | 헝가리     | 1–2  | 1–2  | UEFA 유로 2008 예선전     |

## 수상

### 클럽
파나티나이코스
- 수페르리가 엘라다: 1995–96, 2003–04
- 그리스 컵: 2003–04

### 국가대표팀
그리스
- UEFA 유럽 축구 선수권 대회: 2004

## 같이 보기
- A매치 100경기 이상 출전한 축구 선수 명단